# 658 Asteria
658 Asteria este un asteroid din centura principală, descoperit pe 23 ianuarie 1908, de August Kopff.